# Marathon de Xiamen
Le Marathon de Xiamen est une course d'une distance de 42,195 km dans la ville de Xiamen, en Chine. Il a lieu tous les ans depuis 2003.
Le marathon de Xiamen fait partie des IAAF Road Race Label Events, dans la catégorie des « Labels d'or ».

## Faits marquants
Lors de l'édition 2012, la victoire revient au Kényan Peter Kamais chez les hommes en 2 h 07 min 37 s, record de la course, et à l'Éthiopienne Ashu Kasim chez les femmes, en 2 h 23 min 09 s.

## Palmarès
Code couleur:
- Record de la course

| Année | Hommes                    | Pays     | Temps           |                         | Femmes   | Pays            | Temps |
| 2023  | Philemon Kipchumba        | Kenya    | 2 h 8 min 4 s   | Meseret Alemu Abebayahu | Éthiopie | 2 h 24 min 42 s |       |
| 2022  | Feng Peiyou               | Chine    | 2 h 13 min 53 s | Li Jingfen              | Chine    | 2 h 36 min 14 s |       |
| 2021  | Yang Dinghong             | Chine    | 2 h 15 min 25 s | Jiao Anjing             | Chine    | 2 h 35 min 30 s |       |
| 2019  | Dejene Debela             | Éthiopie | 2 h 9 min 26 s  | Medina Armino           | Éthiopie | 2 h 27 min 25 s |       |
| 2018  | Dejene Debela             | Éthiopie | 2 h 11 min 22 s | Fatuma Sado             | Éthiopie | 2 h 26 min 41 s |       |
| 2017  | Lemi Berhanu              | Éthiopie | 2 h 8 min 27 s  | Meseret Mengistu        | Éthiopie | 2 h 25 min 58 s |       |
| 2016  | Vincent Kipruto           | Kenya    | 2 h 10 min 18 s | Workenesh Edesa         | Éthiopie | 2 h 24 min 4 s  |       |
| 2015  | Moses Mosop               | Kenya    | 2 h 6 min 19 s  | Mare Dibaba             | Éthiopie | 2 h 19 min 51 s |       |
| 2014  | Mariko Kiplagat Kipchumba | Kenya    | 2 h 8 min 3 s   | Mare Dibaba             | Éthiopie | 2 h 21 min 37 s |       |
| 2013  | Getachew Terfa Negari     | Éthiopie | 2 h 7 min 32 s  | Fatuma Sado Dergo       | Éthiopie | 2 h 27 min 35 s |       |
| 2012  | Peter Kamais              | Kenya    | 2 h 7 min 37 s  | Ashu Kasim              | Éthiopie | 2 h 23 min 9 s  |       |
| 2011  | Robert Kipkorir Kipchumba | Kenya    | 2 h 8 min 0 s   | Amane Gobena            | Éthiopie | 2 h 31 min 49 s |       |
| 2010  | Feyisa Lilesa             | Éthiopie | 2 h 8 min 47 s  | Atsede Baysa            | Éthiopie | 2 h 28 min 53 s |       |
| 2009  | Samuel Muturi Mugo        | Kenya    | 2 h 8 min 51 s  | Chen Rong               | Chine    | 2 h 29 min 52 s |       |
| 2008  | Kiprotich Kenei           | Kenya    | 2 h 9 min 49 s  | Zhang Yingying          | Chine    | 2 h 22 min 38 s |       |
| 2007  | Li Zhuhong                | Chine    | 2 h 13 min 17 s | Zhu Xiaolin             | Chine    | 2 h 26 min 8 s  |       |
| 2006  | Stephen Kamar             | Kenya    | 2 h 10 min 46 s | Sun Weiwei              | Chine    | 2 h 26 min 32 s |       |
| 2005  | Raymond Kipkoech          | Kenya    | 2 h 9 min 49 s  | Zhou Chunxiu            | Chine    | 2 h 29 min 58 s |       |
| 2004  | James Moiben              | Kenya    | 2 h 10 min 54 s | Zhou Chunxiu            | Chine    | 2 h 23 min 28 s |       |
| 2003  | Hailu Negussie            | Éthiopie | 2 h 9 min 3 s   | Zhou Chunxiu            | Chine    | 2 h 34 min 16 s |       |